# Guerra dei preti
La guerra dei preti (1467-1479, in tedesco Pfaffenkrieg, in polacco wojna popia, wojna księża) fu un conflitto nella provincia polacca della Varmia tra il re di Polonia Casimiro IV e Nicolaus von Tüngen, il nuovo vescovo di Varmia scelto, senza l'approvazione del re, cioè dal capitolo di Varmia. Quest'ultimo era sostenuto dai Cavalieri Teutonici, a quell'epoca vassalli della Polonia, che stavano cercando una revisione del Trattato di Toruń (1466), firmato di recente.

## Contesto politico
Il vescovato di Varmia faceva parte, nel XIV secolo, dello Stato monastico dei Cavalieri Teutonici, ma godeva di autonomia ed era amministrato da un principe vescovo. I vescovi, spesso membri dell'Ordine Teutonico, erano fedeli all'ordine anche all'inizio del XV secolo, quando i Cavalieri Teutonici aumentarono le tasse per pagare i costi risultanti della guerra polacco-lituano-teutonica.  Alla fine però, le politiche dell'Ordine e gli aumenti delle tasse portarono all'opposizione all'interno della Prussia e alla fondazione della Confederazione Prussiana nel 1440 da parte delle città prussiane che volevano difendere i loro diritti contro l'ordine.
La Confederazione Prussiana alla fine chiese aiuto esterno e si alleò con il re polacco Casimiro IV, chiedendo di essere incorporata nel Regno di Polonia. Ciò portò alla guerra dei tredici anni (1454-1466). Il vescovo di Varmia, Paul von Legendorf (1458-1467), si unì alla Confederazione Prussiana nell'ultimo anno del conflitto (1466). La Seconda Pace di Toruń (1466) mise la Prussia Reale sotto la sovranità del re polacco. Come parte del trattato, il re di Polonia aveva il diritto di approvare il vescovo di Varmia, come scelto dal capitolo di Varmia.

## Disputa per l'elezione
Nel 1467, il capitolo scelse come vescovo Nicolaus von Tüngen, mentre il re polacco promosse Wincenty Kiełbasa (all'epoca vescovo di Chełm) per la posizione. Fu Tüngen ad essere approvato dal papa, ma non fu in grado di prendere di fatto il posto e risiedette invece a Riga. Incapace di ottenere l'approvazione del papa per Kiełbasa, Casimiro cambiò rotta e nominò Andrzej Oporowski, suo cancelliere, come vescovo (Tüngen doveva ricevere il vescovato di Kamień). Oporowski tuttavia, a differenza di Kiełbasa, non aveva il sostegno degli amministratori prussiani (in tedesco: Preußischer Landtag, in polacco: Stany pruskie) in quanto non proveniva dalla regione.
Ciò portò a una disputa in cui Tüngen fu sostenuto dall'Ordine Teutonico e da Mattia Corvino, re d'Ungheria. Con l'aiuto dell'Ordine Tüngen riuscì a venire in Varmia nel 1472. Nel 1476 Corvino invase la Polonia meridionale e un anno dopo Heinrich Reffle von Richtenberg, il gran maestro dell'ordine, si rifiutò di fornire supporto militare a Casimiro, suo sovrano.
Casimiro rispose sollecitando il sostegno degli amministratori e delle città prussiane. Concesse la legge di Kulm (o "Legge di Chełmno") a diverse città, sancì i privilegi esistenti e ritirò la candidatura di Oporowski. Di conseguenza, i prussiani giurarono di nuovo la loro fedeltà al re di Polonia e si rifiutarono di sostenere l'ordine. Allo stesso modo, Danzica, la più grande città della Prussia reale polacca, rifiutò di sostenere l'Ordine e Corvino.

## Azione militare
Nel 1477 Martin von Wetzhausen, il nuovo gran maestro dell'ordine rifiutò di fare il suo giuramento di fedeltà al re polacco e invase la Varmia, prendendo Chełm e Starogard Chełminski. In risposta, nel 1478, le forze polacche del re Casimiro IV intervennero militarmente, assediando Braniewo. Sotto il comando di Jan Biały e Piotr Dunin, le forze polacche occuparono diverse città in Varmia e Pomesania. Le operazioni militari dei Cavalieri Teutonici furono ostacolate dal rifiuto degli amministratori prussiani di sostenerle. Tüngen fu costretto a fuggire a Königsberg (Królewiec). Nello stesso tempo, nell'aprile del 1479, i re polacco e ungherese raggiunsero un accordo e Corvino si ritirò dall'alleanza anti-polacca.
Di conseguenza, nel luglio 1479, sia Tüngen che il gran maestro furono costretti a rendere omaggio al re polacco.

## Accordi finali
Il primo trattato di Piotrków (a Piotrków Trybunalski) pose fine alla disputa nel 1479. Il re polacco accettò Nicolaus von Tüngen, che era stato eletto nel 1467 come vescovo e concesse o confermò diverse prerogative del vescovato. Il vescovo riconobbe la sovranità del re polacco sulla Varmia, obbligò il capitolo a eleggere solo i candidati "amati dal re polacco" e gli abitanti della Varmia dovettero promettergli fedeltà. Politicamente la Varmia rimase sotto la signoria della corona polacca.